# Локализована склеродерма
Локализована склеродерма такође позната као морфеа, јесте поремећај који карактерише прекомерно таложење колагена које доводи до задебљања дермиса, поткожног ткива или обоје. Морфа је класификована у ограничене, генерализоване, линеарне и пансклеротичне подтипове према клиничкој презентацији и дубини захваћености ткива.
За разлику од системске склерозе, локализована склеродерма нема карактеристике као што су склеродактилија, Рејноов феномен, капиларне промене ноктију, телангиектазије и прогресивно захватање унутрашњих органа. Локализована склеродерма се може манифестовати екстракутаним манифестацијама, укључујући грозницу, лимфаденопатију, артралгије, умор, захваћеност централног нервног система, као и лабораторијске абнормалности, укључујући еозинофилију, поликлоналну хипергамаглобулинемију и позитивна антинуклеарна антитела.

## Епидемиологија

### Морбидитет
Инциденција локализоване склеродерме је процењена на приближно 0,4-2,7 случајева на 100.000 људи. Стварна инциденција је вероватно већа јер многи случајеви можда неће доћи до медицинске помоћи. Две трећине одраслих особа са локализованом склеродермом има плак (површно ограничене лезије), са генерализованим, линеарним и дубоким варијантама које чине отприлике 10% случајева. У до половине свих случајева локализована склеродерма се јавља код педијатријских пацијената. У овој групи преовлађује линеарна морфеа (две трећине случајева), затим плак/површинска циркумскритна (25%) и генерализована (5%) подтипови. Треба напоменути да чак половина пацијената са линеарном морфеом има коегзистентне лезије типа плака.

### Раса
Иако се локализована склеродерма јавља код особа свих раса, чини се да је чешћа код белаца, који чине 73-82% виђених пацијената.

### Пол
Жене су погођене отприлике три пута чешће од мушкараца од свих облика локализоване склеродерме осим линеарног подтипа, који има само благу превласт код жена.

### Старост
Линеарна склеродерма се обично манифестује код деце и адолесцената, при чему се две трећине случајева јавља пре 18 година. Други подтипови морфеа имају врхунац инциденције у трећој и четвртој деценији живота.

## Етиологија
Лекари и научници не знају шта узрокује локализовану склеродерму. Извештаји о случајевима и опсервационе студије сугеришу да постоји већа учесталост породичне историје аутоимуних болести код пацијената са локализованом склеродермом. Тестови на аутоантитела повезана са локализованом склеродермом показали су резултате у већој учесталости антитела против хистона и анти-топоизомеразе 2а.
Извештаји о случајевима коегзистенције локализоване склеродерме са другим системским аутоимуним болестима као што су примарна билијарна цироза, витилиго и системски еритематозни лупус дају подршку локализоване склеродерме као аутоимуној болести.
Инфекција Борелијом бургдорфери може бити релевантна за индукцију посебног аутоимуног типа склеродерме; може се назвати "локализована склеродерма раног почетка повезана са борелијом" и карактерише је комбинацијом почетка болести у млађем узрасту, инфекцијом са Б. бургдорфери и евидентним аутоимуним феноменима који се огледају у антинуклеарним антителима високог титра.

## Клиничка слика
Локализована склеродерма се најчешће манифестује као макуле или плакови пречника неколико центиметара, али се такође могу јавити као траке или у облику гутатних лезија или чворовима.
Локализована склеродерма  је задебљање и отврднуће коже и поткожног ткива услед прекомерног таложења колагена. Локализована склеродерма укључује специфична стања која се крећу од веома малих плакова који захватају само кожу до широко распрострањених болести које изазивају функционалне и козметичке деформитете. Локализована склеродерма разликује од системске склерозе по наводном недостатку захвата унутрашњих органа. Ова класификациона шема не укључује мешовити облик локализоване склеродерме у којој су различите морфологије кожних лезија присутне код исте особе. До 15% пацијената са локализованом склеродермом може да спада у ову раније непрепознату категорију.

## Дијагноза

### Класификација
Morphea–lichen sclerosus et atrophicus overlap,  коју карактеришу  лезије које се најчешће примећују код жена.
Генерализована склеродерма коју карактеришу широко распрострањени индурирани плакови и пигментне промене, понекад повезане са атрофијом мишића, али без висцералног захвата.
Дубока склеродерма захвата дубоко поткожно ткиво, укључујући фасцију, и постоји клиничко преклапање са еозинофилним фасциитисом, синдромом еозинофилије-мијалгије и синдромом шпанског токсичног уља.  Дубока морфеа показује слаб одговор на кортикостероиде и има тенденцију већег узимања кортикостероида. хронични исцрпљујући ток.
Пансклеротична склеродерма се манифестује склерозом дермиса, паникулуса, фасције, мишића, а понекад и кости, што доводи до онемогућавајућег ограничења покрета у зглобовима.
Линеарна склеродерма је врста локализоване склеродерме која је аутоимуна болест коју карактерише линија задебљане коже која може да утиче на кости и мишиће испод ње. Најчешће се јавља у рукама, ногама или челу, а може се појавити у више од једне области. Такође је највероватније да се налази само на једној страни тела. Линеарна склеродерма се генерално први пут јавља код мале деце.
Фронтални линеарни склеродерма (такође познат и као en coup de sabre or morphea en coup de sabre) јесте врста линеарне склеродерме коју карактерише линеарни опсег атрофије и бразде у кожи која се јављају на фронталном или фронтопариеталном власишту.  Вишеструке лезије могу коегзистирати код једног пацијента, а један извештај сугерише да су лезије следиле Блашкову линију.  Име је добио по уоченој сличности са раном од сабље.
Атрофодерма Пасинија и Пиеринија (такође позната као Dyschromic and atrophic variation of scleroderma, Morphea plana atrophica, Sclérodermie atrophique d'emblée")  јесте болест коју карактеришу велике лезије са оштрим периферном границамом која се спушта у депресију без излива, при чему је, на биопсији, еластин нормалан, док колаген може бити задебљан. Атрофодерма Пасинија и Пиеринија погађа мање од 200.000 Американаца и класификована је као ретка болест. Болест резултзхе округлим или овалним мрљама хиперпигментиране коже. Потамнеле мрље на кожи понекад могу имати плавичасту или љубичасту нијансу када се први пут појаве и често су глатке на додир и без длаке.

## Терапија
Током година, многи различите терапије су испробани за лаечење локализоване склеродерме, укључујући локалне, интра-лезијске и системске кортикостероиде. Коришћени су антималарици као што су хидроксихлорокин или хлорокин. Пробани су и други имуномодулатори као што су метотрексат, локални такролимус и пенициламин. Деца и тинејџери са активном  склеродермом (линеарна склеродерма, генерализована морфеа и мешана морфеа: линеарна и ограничена) могу доживети веће побољшање активности болести или оштећења са оралним метотрексатом плус преднизоном него са плацебом плус преднизоном.
Неки пацијенти су успешно пробали витамин-Д на рецепт. 
Такође је испробано ултраљубичасто А (УВА) светло, са или без псоралена. УВА-1, као специфичнија таласна дужина УВА светлости, може да продре у дубље делове коже и  сматра се да омекшава плакове у склеродерми делујући на два начина: изазивањем системске имуносупресије  УВ светлости, или изазивањем ензими који природно разграђују матрикс колагена у кожи као део природног старења коже од сунца.  Међутим, постоје ограничени докази да се УВА-1 (20 J/cm²), ниска доза УВА-1 (20 J/cm²), и ускопојасни УВБ разликују једни од других у ефикасности у лечењу деце и одраслих са активном морфеом. 